# ویرل شاه (کارگردان)
ویرل شاه (انگلیسی: Viral Shah) فیلمساز و فیلمنامه‌نویس هندی است که به‌طور عمده در سینمای گجراتی فعالیت می‌کند. او به خاطر کارگردانی فیلم‌هایی همچون کوچ اکسپرس (۲۰۲۳) معروف است.

## فیلم‌شناسی
به عنوان کارگردان
- کوچ اکسپرس (۲۰۲۳)